# ブリトン・リヴィエール
ブリトン・リヴィエール（Briton Rivière、1840年8月14日 - 1920年4月20日）はイギリスの画家である。動物画を得意とした。

## 略歴
ロンドンで生まれた。父方はフランスから亡命してきたユグノーの家系で祖父のダニエル・リヴィエール(Daniel Valentine Riviere:1780-1854)はミニアチュールの画家で父親のウイリアム・リヴィエール(William Riviere:1806–1876)は美術教師として、チェルトナム・カレッジやスレード美術学校、オクスフォード大学で働いた画家である。叔父のヘンリー・パーソンズ・リヴィエール(Henry Parsons Rivière:1811–1888)も画家であった。別の叔父、ロバート・リヴィエール(Robert Riviere:1808-1882)は製本家として知られている。
チェルトナム・カレッジで学んだ後、オクスフォード大学で学び1867年に卒業した。父親から美術を学び、1851年と1852年にイギリス美術振興協会(British Institution)の展覧会に出展し、1857年と1858年にロイヤル・アカデミー・オブ・アーツの展覧会に出展した。義理の兄弟、クラレンス・ドーベルの影響を受けて、1860年から1863年の間は「ラファエル前派」のスタイルの作品が落選した後、1863年からロイヤル・アカデミーの展覧会の常連の出展者となった。1865年頃から、犬などの動物画を描くようになった。イラストレーターとしても働き、風刺雑誌「パンチ」の挿絵を描いた。
1877年にロイヤル・アカデミーの準会員に選ばれ、1880年に正会員に選ばれた。1891年にオクスフォード大学から名誉博士号を得た。
1896年にジョン・エヴァレット・ミレーが亡くなった後、ロイヤル・アカデミー・オブ・アーツの会長に立候補したが、エドワード・ポインターに敗れた。

## 作品

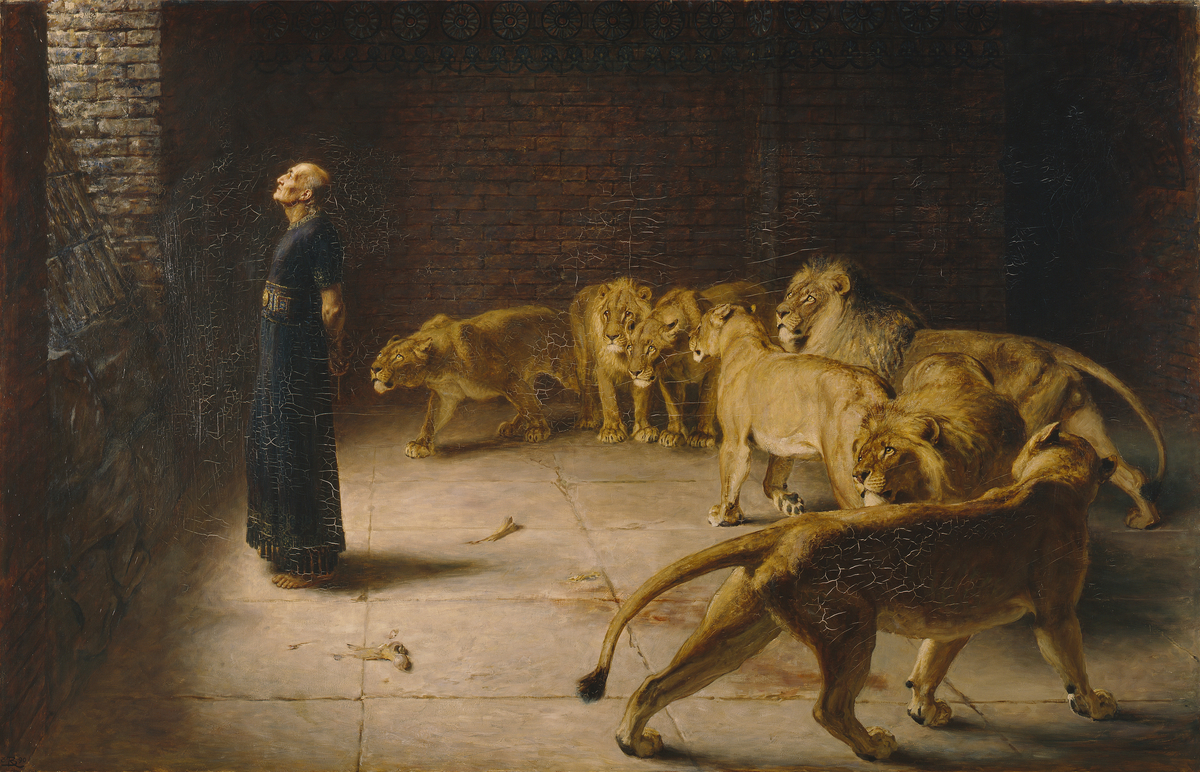
"Daniel's Answer to the King" (1892)
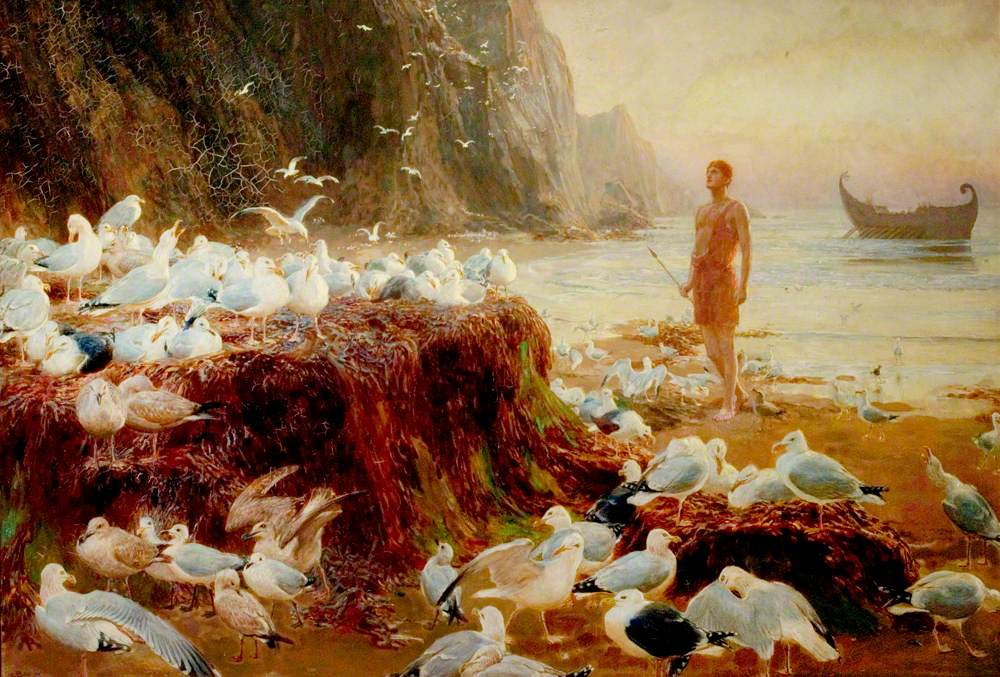
"An Old World Wanderer"
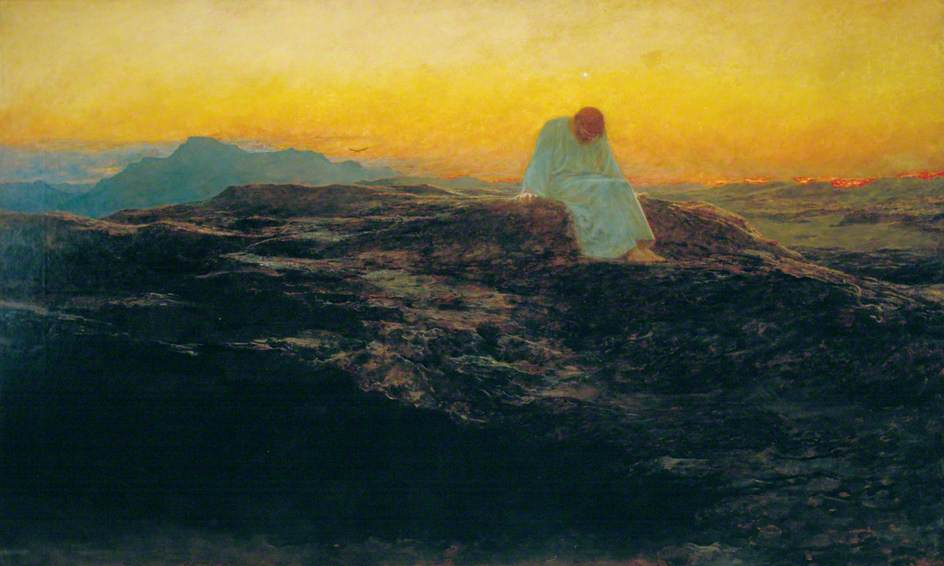
"The Temptation in the Wilderness" (1898)

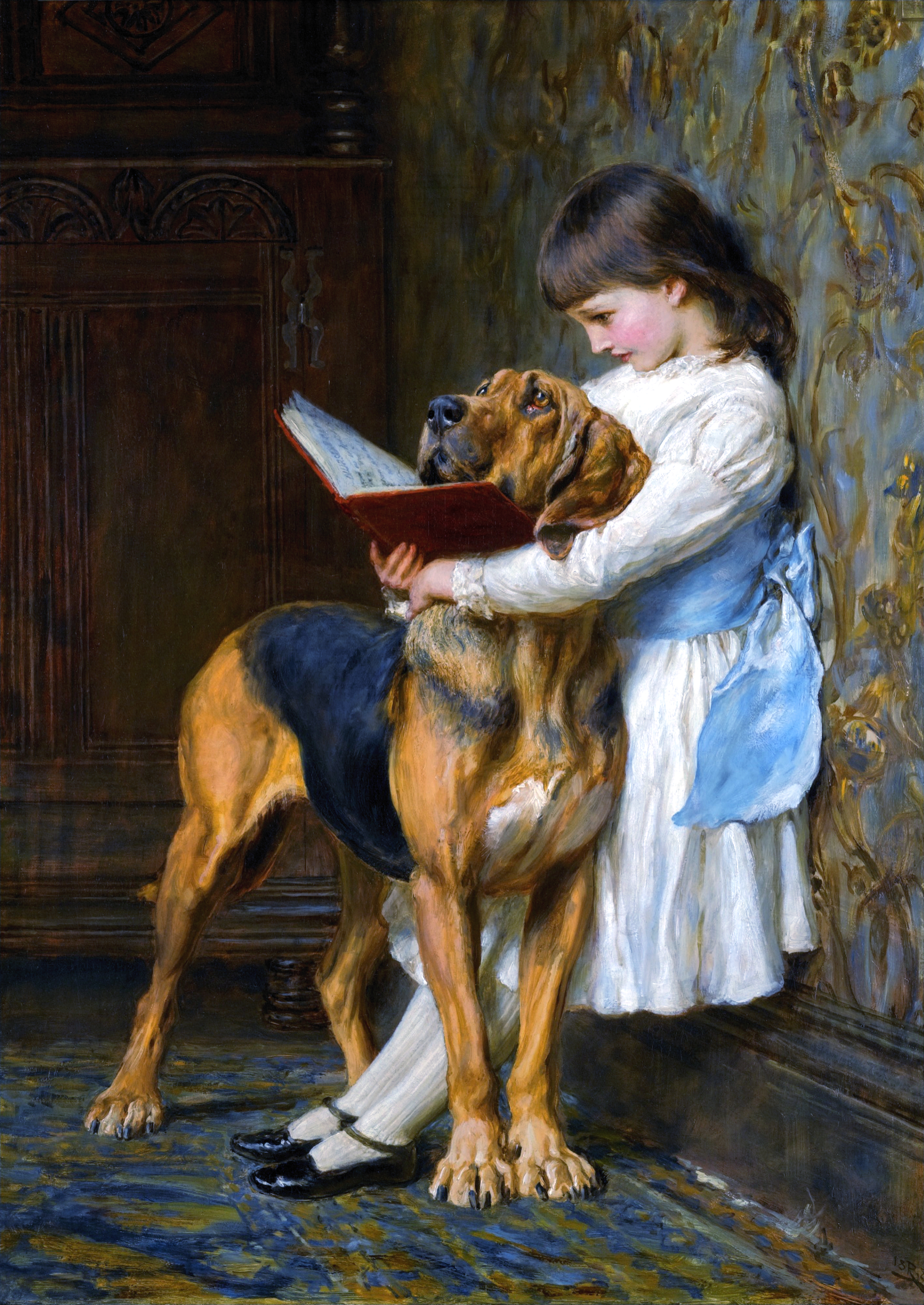
"Compulsory Education"
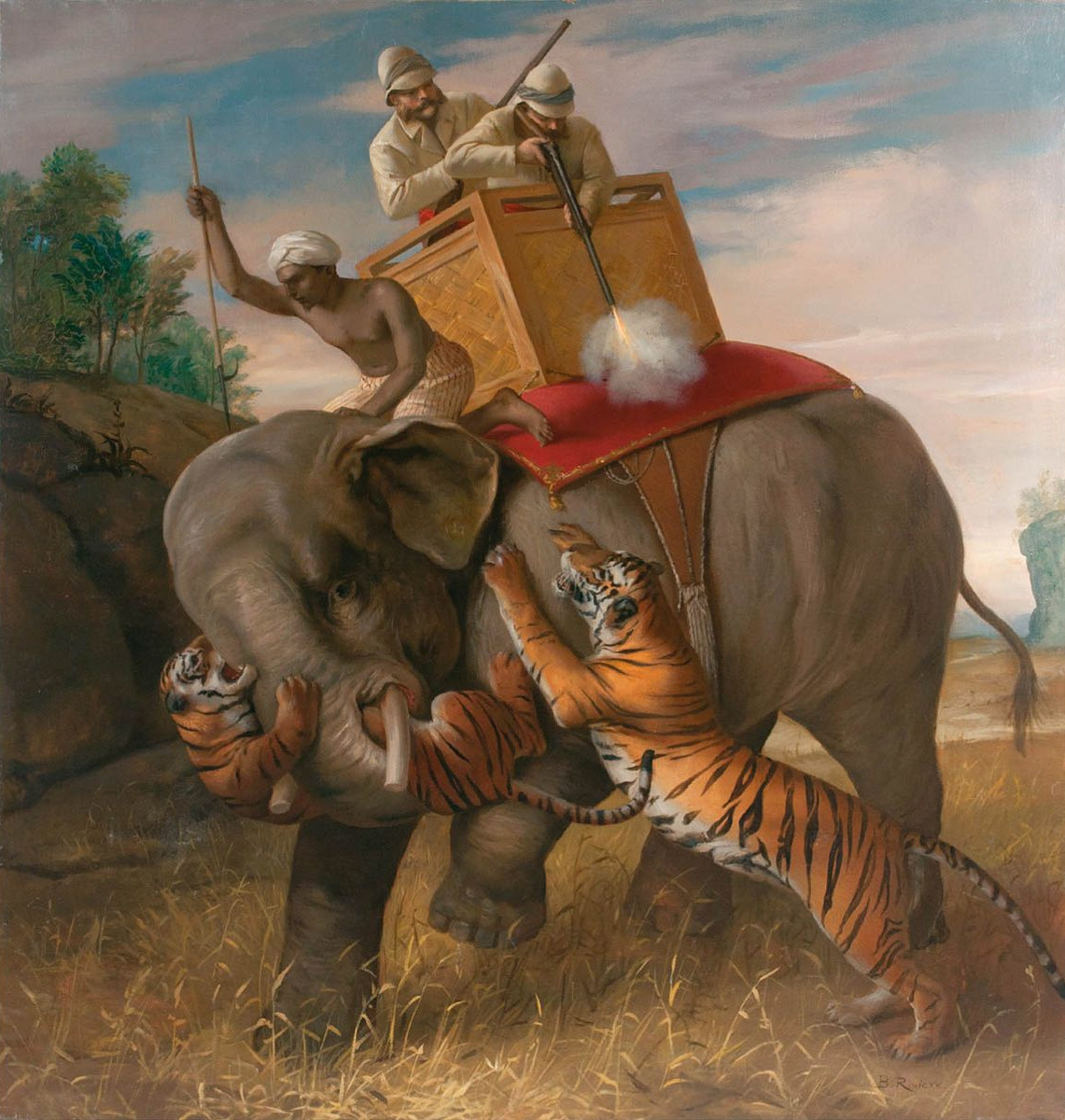
"Tigerjagd"
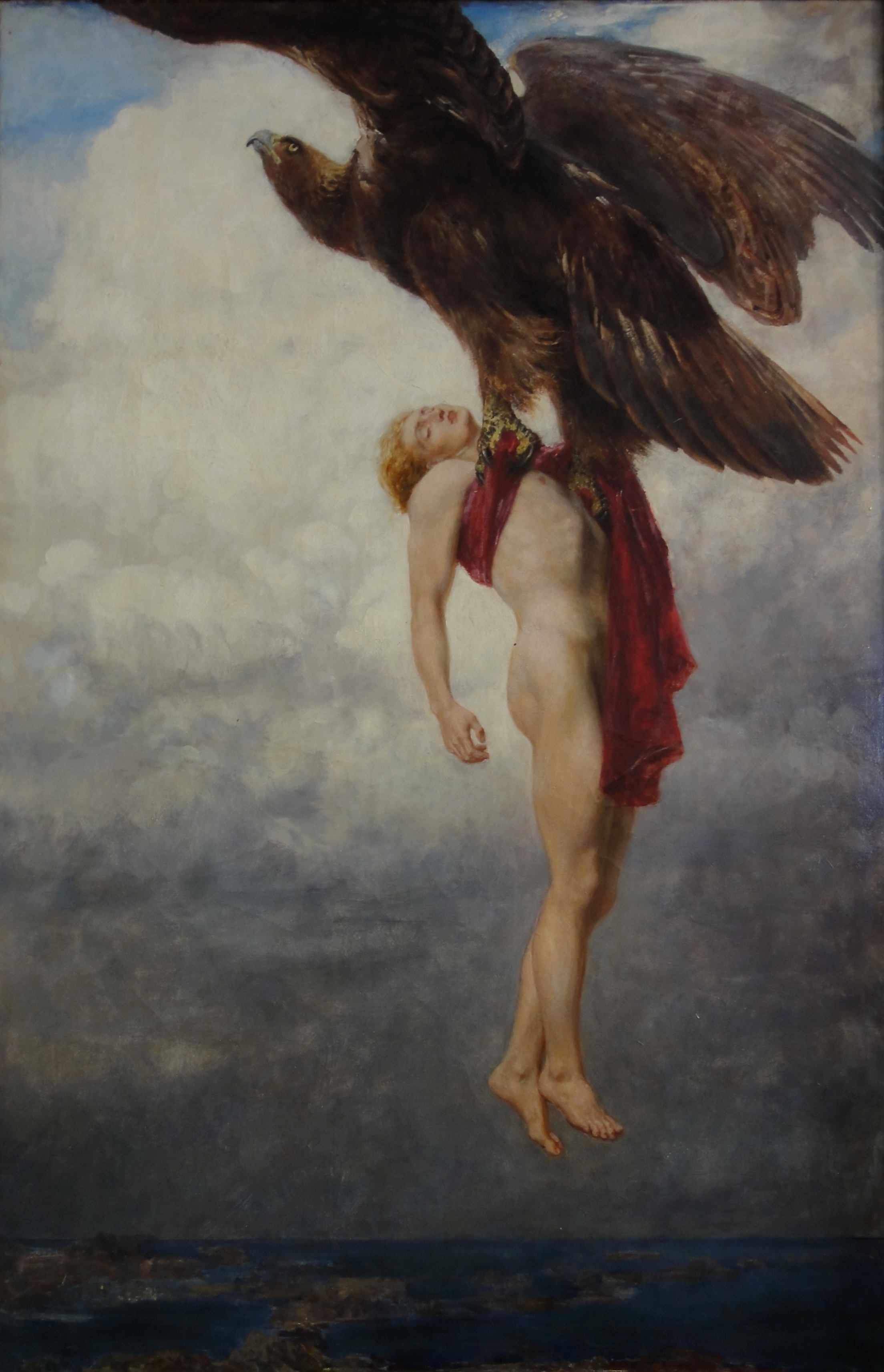
"he Rape of Ganymedes"
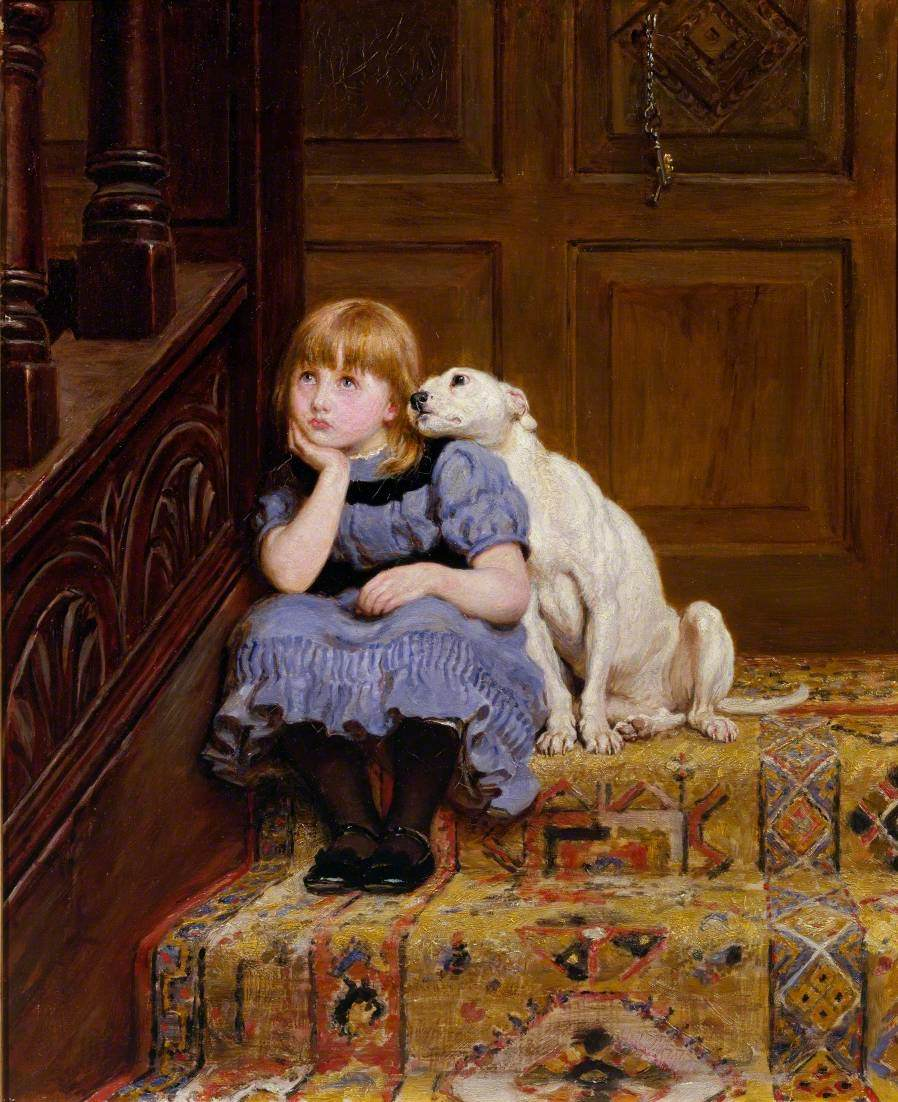
"Sympathy" (1878)